# Зелёная площадь (Площадь Мучеников)
Площадь Му́чеников (арабский: ميدان الشهداء , Майдан аш-Шухада, название ПНС); также Зелёная площадь (الساحة الخضراء , Майдан-аль-Хадра, название Джамахирии), площадь Независимости (ميدان الاستقلال , Майдан-аль-Истикляль, при монархии), и первоначально (во время итальянского колониального господства), известная как площадь Италии (Piazza Italia) — является достопримечательностью и главной площадью города Триполи, Ливия.

## История

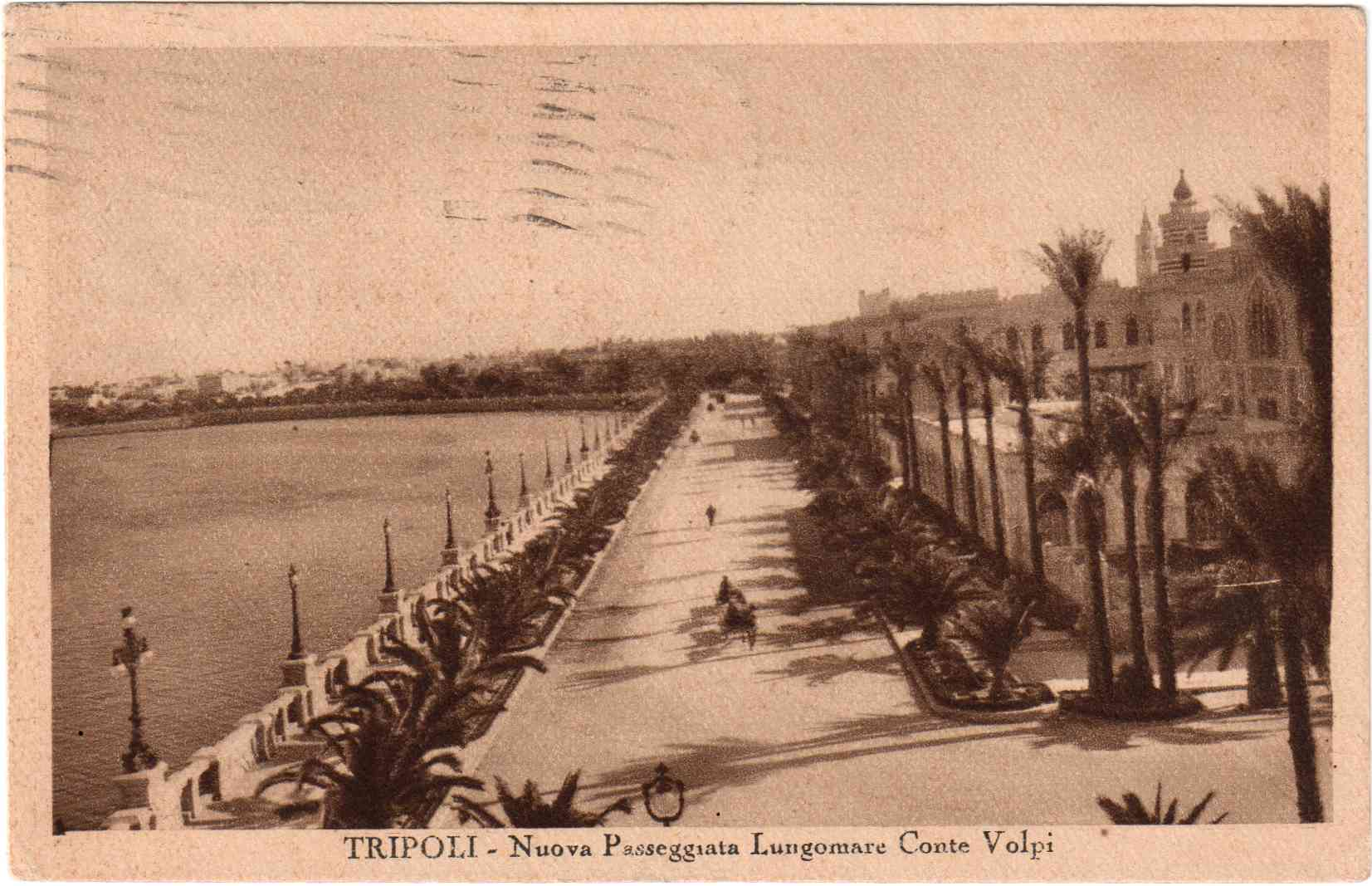
Площадь Италии и окрестности на фотооткрытке 1935 года.

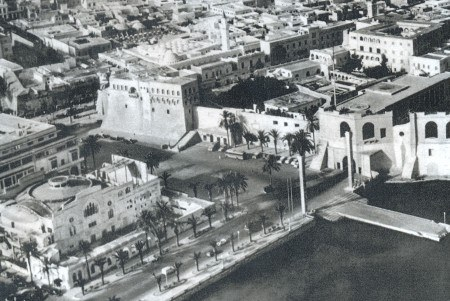
Площадь Независимости, Красный замок и Королевский театр в 1950-х годах

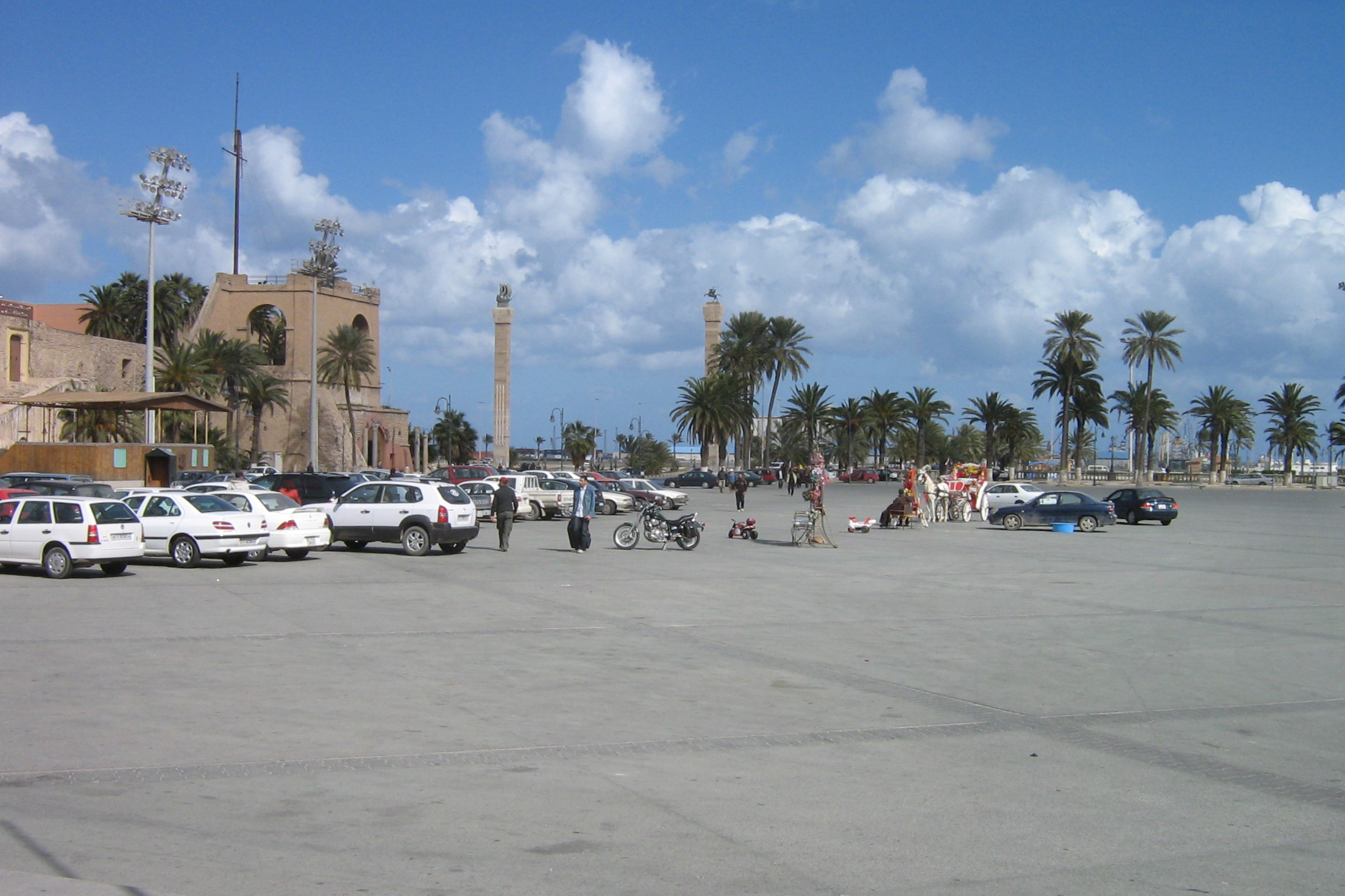
Зелёная площадь, слева виден Красный замок (2008 год)

Площадь была первоначально построена во времена итальянского господства на месте старого хлебного рынка (Сук аль-Хубс), и была расширена несколько раз в течение 1930 года.
Во время итальянского колониального периода она называлась Piazza Italia («площадь Италии»). После получения Ливией независимости в 1951 году площадь переименовали в площадь Независимости. После революции 1969 года площадь была переименована в Зелёную площадь.
Во время гражданской войны 2011 года были сообщения как и о антиправительственных протестах (20 и 25 марта, не подтверждено), как и о акциях сторонников Джамахирии (25 марта), происходящих в разное время на площади.
В ночь на 21—22 августа появились сообщения, что повстанцы заняли Зелёную площадь и переименовали её в площадь Мучеников. Сообщение подтвердилось с оговоркой, что данное событие произошло на 1—2 дня позже, так как 22—23 августа площадь реально была под контролем каддафистов, на ней появлялся даже сын Каддафи Саиф-аль-Ислам.

## Достопримечательности
К услугам гостей есть: Красный замок-музей, национальный музей Ливии, широкая аллея с застройкой итальянского периода.